# Neruda metis
Neruda metis é uma borboleta neotropical da família Nymphalidae e subfamília Heliconiinae, encontrada em habitat de cerrado da região nordeste do Brasil (no Maranhão). Foi classificada por Moreira & Mielke no ano de 2010, no texto A new species of Neruda Turner, 1976 from northeast Brazil (Lepidoptera: Nymphalidae, Heliconiinae, Heliconiini), publicado no Nachrichten des Entomologischen Vereins Apollo. Suas lagartas se alimentam de plantas da família Passifloraceae.

## Descrição
Esta espécie, vista por cima, possui as suas asas moderadamente longas e estreitas, de coloração predominante em castanho aveludado enegrecido, com a presença de uma mancha amarelada, mais ou menos fragmentada, em cada par de asas anteriores e um desenho raiado em laranja na região central de suas asas anteriores e em suas asas posteriores, assim como ocorre com a espécie mais distribuída do gênero, Neruda aoede, porém com manchas brancas emparelhadas na margem de suas asas traseiras. Este desenho é um padrão mimético mülleriano comum na região da bacia do rio Amazonas; envolvendo esta espécie, mariposas da espécie Chetone phyleis, borboletas Pieridae da espécie Archonias brassolis e borboletas Heliconiini dos gêneros Heliconius, Eueides e Laparus.